# Limba Tyap
Tyap este un dialect important la nivel regional în zona Plateau a Nigeriei. Este cunoscut și prin exonimul Hausa sub numele de Katab sau Kataf. Este cunoscut și sub numele sub-dialectelor sale, inclusiv Sholyio, Fantswam, Gworok, Takad, „Mabatado” (Tyap „adecvat”), Tyeca̱rak și Tyuku (Tuku). Potrivit lui Blench (2008), dialectul Jju — cu mai mulți vorbitori — pare a fi o formă de Tyap (deși vorbitorii săi sunt diferiți din punct de vedere etnic).

## Distribuție
Vorbitorii nativi Tyap se găsesc în principal în zonele din Jema'a, Kaura și Zangon Kataf, iar comunități de vorbitori se găsesc și în Kachia și Kauru, în statul Kaduna din sud, și Riyom (în special vorbitorii Takad) în Statul Plateau din Nigeria. Există, de asemenea, comunități mari vorbitoare de tyap în zonele guvernamentale locale Kaduna South și Chikun. În analiza sa Skoggard (2014) a prezentat distribuția poporului Atyap (Katab) din Nigeria și a inclus în ea zone din: Niger, Nasarawa, statele Kaduna și FCT.

## Clasificare și dialecte
Meek (1931:2) a sugerat că Katab (Atyap), Morwa (Asholyio), Ataka (Atakad) și Kagoro (Agworok) vorbesc o limbă comună; iar mai târziu, McKinney (1983:290) a comentat că Kaje ar trebui să fie inclusă cu cele de mai sus, datorită asemănărilor lingvistice și culturale împărtășite. Murdock (1959) a clasificat Kagoro (Gworok) și alte dialecte care cuprind grupul actual de limbi Tyap drept „Nigeriană din Plateau”,  în ramura sa „Semi-Bantu” a „subfamiliei Bantoid” din „Stocul Negritic”. Tyap și Jju au fost plasate de Greenberg (1963) sub ramura „Plateau II” a familiei de limbi Benue-Congo. Mai târziu, Gerhardt (1974) a făcut o reconstrucție a ramurii lingvistice, atribuind-o drept „proto-Podis”. Din nou, în 1989, Gerhardt a plasat Tyap și Jju sub subgrupul Sud-Central, grupul Central, ramura Plateau, o diviziune a limbilor Benue-Congo. Achi (2005) a declarat că Atyap vorbesc o limbă din grupul Kwa din familia lingvistică Benue-Congo. Cu toate acestea, conform lui Bitiyong, YI, în Achi și colab. (2019:44), Grupul Kataf (o clasificare veche) căreia îi aparține limba Tyap, este membru lingvistic din Podișul de Est. El a mers mai departe, sugerând că, folosind o scară de timp glotocronologică stabilită pentru limbile Yoruba și Edo și vecinii lor, separarea Grupului Kataf în dialecte distincte și grupuri de dialecte ar necesita mii de ani. S-a mai menționat că:
„Între limba Igala și limba yoruba, de exemplu, a fost nevoie de cel puțin 2000 de ani pentru a apărea diferențe, în timp ce pentru a se crea diferențele observabile când comparăm grupele de limbi Idoma și yoruba a fost nevoie de 6000 de ani.”—Bitiyong, YI, în Achi și colab. (2019:44)
observând în continuare că aceasta indică faptul că
„chiar și într-un grup de dialecte a fost nevoie de o perioadă de 2000 de ani pentru a crea separări clar identificabile între dialecte și prin urmare este un proces de durată ce implică creșterea populației și procesul de diferențiere culturală care a durat mii de ani. ”—Bitiyong, YI, în Achi și colab. (2019:44)
Ulterior, el a rezumat că implicația pentru Tyap este că a fost nevoie de mii de ani pentru a se separa, în aceeași locație geografică generală, de cele șase dialecte cele mai strâns înrudite și a declarat că, ca subunitate, a fost nevoie probabil de mai multe mii de ani să se separe de alți membri ai „grupului Kataf” precum Gyong, Hyam, Duya și Ashe (Koro), care sunt puțin inteligibili pentru ei. Stabilitatea limbii și a altor trăsături culturale din această regiune a Nigeria este recunoscută de cercetători.

## Fonologie
Alfabetul Tyap ( Zwunzwuo A̱lyem Tyap ji ) avea 39 de litere, așa cum a fost redactat de Tyap Literacy Committee (TLC) la începutul anilor 1990:
| Alfabetul tip: de bază anterior | Alfabetul tip: de bază anterior | Alfabetul tip: de bază anterior | Alfabetul tip: de bază anterior | Alfabetul tip: de bază anterior | Alfabetul tip: de bază anterior | Alfabetul tip: de bază anterior | Alfabetul tip: de bază anterior | Alfabetul tip: de bază anterior | Alfabetul tip: de bază anterior | Alfabetul tip: de bază anterior | Alfabetul tip: de bază anterior | Alfabetul tip: de bază anterior | Alfabetul tip: de bază anterior | Alfabetul tip: de bază anterior | Alfabetul tip: de bază anterior | Alfabetul tip: de bază anterior | Alfabetul tip: de bază anterior | Alfabetul tip: de bază anterior | Alfabetul tip: de bază anterior | Alfabetul tip: de bază anterior | Alfabetul tip: de bază anterior | Alfabetul tip: de bază anterior | Alfabetul tip: de bază anterior | Alfabetul tip: de bază anterior | Alfabetul tip: de bază anterior | Alfabetul tip: de bază anterior | Alfabetul tip: de bază anterior | Alfabetul tip: de bază anterior | Alfabetul tip: de bază anterior | Alfabetul tip: de bază anterior | Alfabetul tip: de bază anterior | Alfabetul tip: de bază anterior | Alfabetul tip: de bază anterior | Alfabetul tip: de bază anterior | Alfabetul tip: de bază anterior | Alfabetul tip: de bază anterior | Alfabetul tip: de bază anterior | Alfabetul tip: de bază anterior | Alfabetul tip: de bază anterior | Alfabetul tip: de bază anterior |
| ------------------------------- | ------------------------------- | ------------------------------- | ------------------------------- | ------------------------------- | ------------------------------- | ------------------------------- | ------------------------------- | ------------------------------- | ------------------------------- | ------------------------------- | ------------------------------- | ------------------------------- | ------------------------------- | ------------------------------- | ------------------------------- | ------------------------------- | ------------------------------- | ------------------------------- | ------------------------------- | ------------------------------- | ------------------------------- | ------------------------------- | ------------------------------- | ------------------------------- | ------------------------------- | ------------------------------- | ------------------------------- | ------------------------------- | ------------------------------- | ------------------------------- | ------------------------------- | ------------------------------- | ------------------------------- | ------------------------------- | ------------------------------- | ------------------------------- | ------------------------------- | ------------------------------- | ------------------------------- | ------------------------------- |
| A                               | A                               | B                               | CH                              | CHY                             | D                               | E                               | F                               | G                               | GB                              | GH                              | GHW                             | GHY                             | H                               | HY                              | HW                              | eu                              | I̱                               | J                               | JHY                             | K                               | KH                              | KP                              | L                               | M                               | N                               | NG                              | NY                              | O                               | P                               | R                               | S                               | SH                              | TIMID                           | T                               | TS                              | U                               | V                               | W                               | Y                               | Z                               |
| A                               | A                               | b                               | cap                             | chy                             | d                               | e                               | f                               | g                               | gb                              | gh                              | ghw                             | ghy                             | h                               | hy                              | hw                              | i                               | i̱                               | j                               | jhy                             | k                               | kh                              | kp                              | l                               | m                               | n                               | ng                              | ny                              | o                               | p                               | r                               | s                               | SH                              | timid                           | t                               | ts                              | u                               | v                               | w                               | y                               | z                               |
| Valoare fonetică                |                                 |                                 |                                 |                                 |                                 |                                 |                                 |                                 |                                 |                                 |                                 |                                 |                                 |                                 |                                 |                                 |                                 |                                 |                                 |                                 |                                 |                                 |                                 |                                 |                                 |                                 |                                 |                                 |                                 |                                 |                                 |                                 |                                 |                                 |                                 |                                 |                                 |                                 |                                 |                                 |
| a                               | ə                               | b                               | t͡ʃ                              | t͡ʃʲ                             | d                               | e                               | f                               | g                               | g͡b                              | ɣ                               | ɣʷ                              | ɣʲ                              | h                               | ç                               | ʍ                               | i                               | ɪ                               | d͡ʒ                              | ʒʲ                              | k                               | x                               | k͡p                              | l                               | m                               | n                               | ŋ                               | ɲ                               | o                               | p                               | r                               | s                               | ʃ                               | ʃʲ                              | t                               | t͡s                              | u                               | v                               | w                               | j                               | d͡z                              |

O analiză mai nouă, din 2018, a redus diagrama alfabetică de bază Tyap la 24, după cum urmează:
| Alfabetul tip: nou de bază | Alfabetul tip: nou de bază | Alfabetul tip: nou de bază | Alfabetul tip: nou de bază | Alfabetul tip: nou de bază | Alfabetul tip: nou de bază | Alfabetul tip: nou de bază | Alfabetul tip: nou de bază | Alfabetul tip: nou de bază | Alfabetul tip: nou de bază | Alfabetul tip: nou de bază | Alfabetul tip: nou de bază | Alfabetul tip: nou de bază | Alfabetul tip: nou de bază | Alfabetul tip: nou de bază | Alfabetul tip: nou de bază | Alfabetul tip: nou de bază | Alfabetul tip: nou de bază | Alfabetul tip: nou de bază | Alfabetul tip: nou de bază | Alfabetul tip: nou de bază | Alfabetul tip: nou de bază | Alfabetul tip: nou de bază | Alfabetul tip: nou de bază | Alfabetul tip: nou de bază | Alfabetul tip: nou de bază | Alfabetul tip: nou de bază | Alfabetul tip: nou de bază |
| -------------------------- | -------------------------- | -------------------------- | -------------------------- | -------------------------- | -------------------------- | -------------------------- | -------------------------- | -------------------------- | -------------------------- | -------------------------- | -------------------------- | -------------------------- | -------------------------- | -------------------------- | -------------------------- | -------------------------- | -------------------------- | -------------------------- | -------------------------- | -------------------------- | -------------------------- | -------------------------- | -------------------------- | -------------------------- | -------------------------- | -------------------------- | -------------------------- |
| A                          | B                          | C                          | D                          | E                          | F                          | G                          | H                          | eu                         | J                          | K                          | L                          | M                          | N                          | O                          | P                          | R                          | S                          | T                          | U                          | V                          | W                          | Y                          | Z                          |                            |                            |                            |                            |
| A                          | b                          | c                          | d                          | e                          | f                          | g                          | h                          | i                          | j                          | k                          | l                          | m                          | n                          | o                          | p                          | r                          | s                          | t                          | u                          | v                          | w                          | y                          | z                          |                            |                            |                            |                            |
| Valoare fonetică           |                            |                            |                            |                            |                            |                            |                            |                            |                            |                            |                            |                            |                            |                            |                            |                            |                            |                            |                            |                            |                            |                            |                            |                            |                            |                            |                            |
| a                          | b                          | t͡ʃ                         | d                          | e                          | f                          | g                          | h                          | i                          | d͡ʒ                         | k                          | l                          | m                          | n                          | o                          | p                          | r                          | s                          | t                          | u                          | v                          | w                          | j                          | d͡z                         |                            |                            |                            |                            |

### Vocalele
|                | Față | Central | Înapoi |
| -------------- | ---- | ------- | ------ |
| Închise        | i    | ɨ       | u      |
| Aproape-mijloc | e    |         | o      |
| la mijloc      |      | ə       |        |
| Deschise       |      | A       |        |

Cele șapte vocale ale lui Tyap pot fi sunete monoftongi scurte sau lungi. Limba are cinci (sau șase) diftongi: /ei(/əi) ea əu ai oi/.

### Consoane
Limba are peste 80 de sunete consoane monografice și digraf labializate și palatalizate, clasificate în modificări fortis și lenis.

## Expresii și propoziții comune
| Tyap                                                           | engleză (Shong)                                        |
| -------------------------------------------------------------- | ------------------------------------------------------ |
| A nyia̱ ni?                                                     | Ce mai faci?                                           |
| N shyia̱ ka̱nɡka̱ra̱ng, n gwai.                                    | Sunt bine multumesc.                                   |
| A neet a̱ji ni/wa?                                              | De unde ești?                                          |
| N neet a̱mali kya.                                              | Sunt acasă.                                            |
| Á̱ ngyei ang a̱nyan a?                                           | Cine te cheamă? (Cum te numești? )                     |
| Á̱ ngyei nung Kambai A̱ka̱u.                                      | Mă numesc Kambai A̱ka̱u. (Numele meu este Kambai A̱ka̱u. ) |
| Bai a ya kyayak.                                               | Vino și mănâncă.                                       |
| N cat a̱lyem nung ka.                                           | Îmi iubesc limba.                                      |
| A̱nienzi̱t ba neet di̱ fam Kwararafa hwa.                         | Neamul Nienzit este din Kwararafa .                    |
| A̱gwaza gu nang ang/nyin nda. SAU, A̱gwaza gu nang nda ang/nyin. | Dumnezeu să te binecuvânteze (cântă.)/(plur. ).        |

Comparând procentele înrudite dintre Kaje (Jju), Katab („Mabatado” Tyap) și Kagoro (Gworok) din lista de cuvinte Swadesh constând din 118 elemente ale vocabularului de bază de bază, Wurm (1971) a afirmat că procentele înrudite indică că cele trei grupuri etnice vorbesc dialecte din aceeași limbă.
| Kaje |       |        |
| 84%  | Katab |        |
| 83%  | 91%   | Kagoro |

Procente de înrudiți pe lista de cuvinte Swadesh: Wurm (1971).</br>
Cu o comparație suplimentară a terminologiilor lor de rudenie, McKinney (1983:291), după ce a comparat 174 de intrări dintre cele trei de mai sus, a găsit că doar opt dintre ele sunt neînrudite.

## Numerele
- 0: gum / piit / sa̱khat
- 1: a̱nyiung</link> (de asemenea, nyiung, jhyiung</link> )
- 2: a̱feang</link> (de asemenea, feang, sweang</link> )
- 3: a̱tat</link> (de asemenea, tat, tsat</link> )
- 4: a̱naai</link> (de asemenea, naai, nyaai</link> )
- 5: a̱fwuon</link> (de asemenea, fwuon, tswuon</link> )
- 6: a̱taa
- 7: a̱natat
- 8: a̱ni̱nai</link> (sau a̱ri̱nai</link> )
- 9: a̱kubunyiung

### 10 până la 100
Numerele de la 11 la 19 sunt create prin adăugarea de la 1 la 9 la 10 cu ma̱ng din mijloc (deseori scurtat în pronunție la ma̱ și următorul a̱, de exemplu în a̱fwuon, fiind tăcut) la numărul alăturat, dar de obicei fiecare cuvânt este scris în întregime: de ex. swak ma̱ng a̱fwuon (15).
- 10: Swak
- 11: Swak ma̱ng a̱nyiung
- 12: Swak ma̱ng a̱feang
- 13: Swak ma̱ng a̱tat
- 14: Swak ma̱ng a̱naai
- 15: Swak ma̱ng a̱fwuon
- 16: Swak ma̱ng a̱taa
- 17: Swak ma̱ng a̱natat
- 18: Swak ma̱ng a̱ni̱nai
- 19: Swak ma̱ng a̱kubunyiung

Numerele 20, 30, 40, 50, 60, 70, 80 și 90 sunt formate prin înlocuirea prefixului de la 2 la 5, atașat la „ swak" (zece) cu n-, cu swakel însuși luând prefixul n- peste tot:
- 20: Nswak nfeang
- 30: Nswak ntat
- 40: Nswak nnaai
- 50: Nswak nfwuon
- 60: Nswak a̱taa
- 70: Nswak a̱natat
- 80: Nswak a̱ni̱nai (sau nswak a̱ri̱nai)
- 90: Nswak a̱kubunyiung

Alte numere se formează prin adăugarea 1–9, similar cu numerele de la 10 la 19:
- 91: Nswak a̱kubunyiung ma̱ng a̱nyiung
- 92: Nswak a̱kubunyiung ma̱ng a̱feang
- 93: Nswak a̱kubunyiung ma̱ng a̱tat
- 94: Nswak a̱kubunyiung ma̱ng a̱naai
- 95: Nswak a̱kubunyiung ma̱ng a̱fwuon
- 96: Nswak a̱kubunyiung ma̱ng a̱taa
- 97: Nswak a̱kubunyiung ma̱ng a̱natat
- 98: Nswak a̱kubunyiung ma̱ng a̱ni̱nai
- 99: Nswak a̱kubunyiung ma̱ng a̱kubunyiung

## Limbi înrudite
O listă de cercetare numită „Lista de 100 de cuvinte Swadesh” prezentată de Shimizu (1975:414) arată că Tyap (Katab) se aseamănă în procente cu limbile Plateau și Jukun începând de la cel mai mare la cel mai mic: 72% cu Izere ( Izarek), 66% cu Rigwe, 50% cu Chara, 49% cu Berom, 42% cu Tarok, 41% cu Pyem, 41% cu Ninzam, 39% cu Kuche, 39% cu Eggon, 38% cu Ibunu, 37% cu Rindre și 34% cu Jukun.

## Pe cale de dispariție
Cercetările au arătat că limba Tyap este clasificată ca una dintre limbile pe cale de dispariție.
„Limba este cheia spre inima oamenilor. Dacă pierdem cheia, îi pierdem și pe oameni. O limbă dispărută este un trib dispărut, un trib dispărut este o cultură care dispare, o cultură care dispare înseamnă o civilizație dispărută, o civilizație dispărută reprezintă cunoașterea neprețuită care se pierde. Întregi arhive de cunoaștere și de trăiri vor fi condamnate la uitare.”—Centre for Endangered Languages (1996).
Un studiu realizat de Ayuba (2014) a arătat că Tyap este pe cale de dispariție. Limba hausa și netransmiterea limbii Tyap de către generația mai veche de Atyap către generația mai tânără au contribuit la punerea în pericol a limbii Tyap.
Studiul a recomandat, printre alte măsuri, ca Asociația de Dezvoltare Comunitară Atyap (ACDA) să înființeze un comitet pentru a conștientiza necesitatea ca populația Atyap să se organizeze și să-și salveze limba și să lucreze pentru înființarea de școli unde adulții în vârstă ar putea oferi ajutor copiilor în folosirea limbii Tyap.